# Taasinge Museum
Tåsinge Museum er et lokalhistorisk museum overfor kirken i Bregninge på Tåsinge. 
Museet er inddelt i huse med hver deres udstilling:
- Forhuset: Om Evira Madigan og Sixten Sparres romantiske drama.
- Skipperhjemmet: En kaptajnsbolig, som den var indrettet for 150 år siden.
- Musikhuset: En samling af instrumenter og andre musikalier.
- Rebslagerhuset: Om fremstilling af reb
- Folkemindesamlingen: Om folkedragter, legetøj, gamle håndværk, samt øens skole.[2]